# Pompone

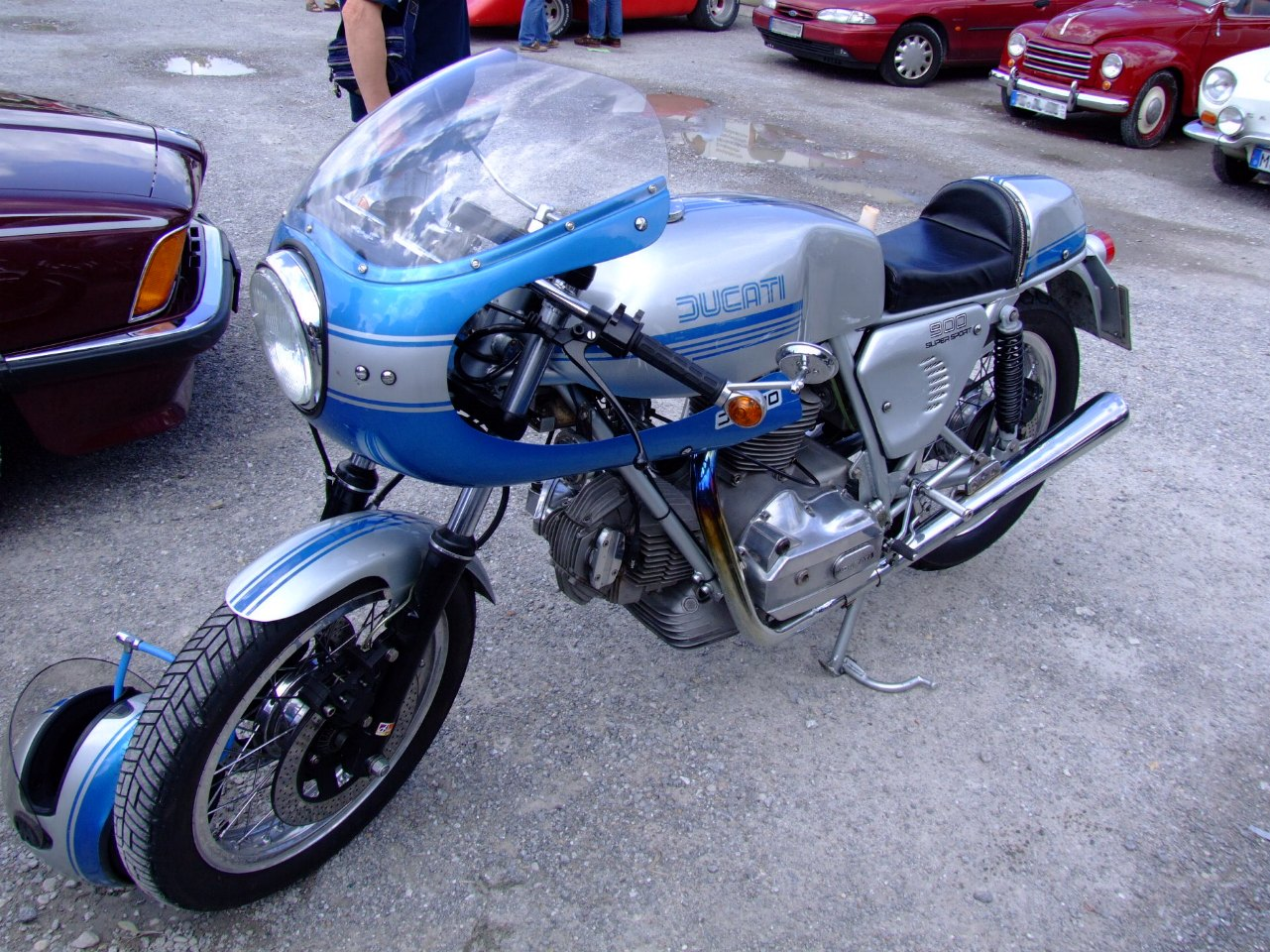
Una Ducati 900 Super Sport degli anni '70.

Pompone è un termine gergale, entrato nell'uso comune dei motociclisti europei, per definire una motocicletta italiana, dotata di propulsore bicilindrico a quattro tempi, di grossa cubatura.

## Storia
L'origine di "pompone" ha radici onomatopeiche, determinate dal suono caratteristico dei motori bicilindrici al regime minimo di rotazione.
Il neologismo veniva utilizzato, agli inizi degli anni settanta, nell'ambiente della Temporada Romagnola, per poi diffondersi rapidamente tra gli appassionati delle gare motociclistiche per derivate di serie e di endurance, particolarmente riferito ai modelli Ducati 750 SS, ma anche alle Laverda 750 SFC e Moto Guzzi V7 Sport che, in quell'epoca, gareggiavano contro le quadricilindriche giapponesi e tricilindriche britanniche. 
A partire dagli anni ottanta, sono ormai centinaia i motoclub italiani ed esteri che hanno adottato la denominazione di "pompone" e che riuniscono i possessori di grosse motociclette bicilindriche sportive, soprattutto italiane.